# Плићак
Плићак означава место мале дубине мора, реке, потока или језера. Највећа дубина воде (зависно од брзине протока и осталих параметара водотока) износи око један метар. Плићаци су углавном створени од природе.
Плићи део реке или језера где се може прећи возилима или пешке се зове брод или газ.